# Opel 25/55 PS
Der Opel 25/55 PS war ein PKW der Oberklasse, den die Adam Opel KG von Anfang 1913 bis 1916 als Nachfolger des Modells 24/50 PS baute.

## Geschichte und Technik
Der Wagen hatte, wie sein Vorgänger, einen seitengesteuerten Vierzylinder-Blockmotor, jedoch mit 6514 cm³ Hubraum. Er leistete 62,5 PS (46 kW) bei 1400/min. Der Motor war wassergekühlt und das Kühlwasser wurde durch eine Zentrifugalpumpe gefördert. Die Motorleistung wurde über eine Lederkonuskupplung, ein manuelles Vierganggetriebe und eine Kardanwelle im Ölbad (anstatt einer trockenen, wie beim Vorgänger) an die Hinterachse weitergeleitet. Damit stieg die Höchstgeschwindigkeit der Wagen auf 90 km/h.
Wie beim Vorgänger waren die beiden Starrachsen an dreiviertelelliptischen Längsblattfedern am Stahlblech-U-Profilrahmen aufgehängt. Die Betriebsbremse war als Innenbackenbremse ausgeführt und wirkte auf die Getriebeausgangswelle. Die Handbremse bestand aus Trommelbremsen nur an den Hinterrädern.
Die Wagen waren eigentlich nur als viertürige Pullman-Limousine und als ebensolches Landaulet erhältlich. Auf Wunsch wurden sie aber auch als Torpedo ausgeliefert.
Die Fertigung des 25/55 PS wurde 1916 eingestellt. Als Nachfolger kann das ab 1919 gebaute Modell 21/55 PS angesehen werden, dessen Motor allerdings einen deutlich geringeren Hubraum hatte.